# 訓子府町
訓子府町（日语：／ Kunneppu chō */?）位於北海道鄂霍次克綜合振興局南部，地處盆地內，境內約51%的面積被林地覆蓋。當地以農業和酪農業為主，特產為甜瓜等農產品。訓子府町因特有的甜瓜品牌而聞名，城鎮中心的中央大街路燈都呈現甜瓜的形狀，鎮上的吉祥物也以甜瓜為主題設計。當地也生產稻米、小麥、馬鈴薯、甜菜、洋蔥和藥材等農產品。
町名源自阿伊努語的「kunne-p」，意思為黑色的河。

## 歷史
- 1897年：北光社移民團共13戶45人進入居武士地方進行開墾。[6]
- 1902年：開始開墾穗波、清住地方。
- 1904年：開始開墾實鄉、西富、福野地方。
- 1906年：開始在實鄉、穗波進行栽種稻米。
- 1909年2月1日：野付牛村、生顏常村合併為野付牛村，並成為北海道二級村。[7]
- 1915年4月1日：置戶村從野付牛村分割獨立設置
- 1920年6月1日：訓子府村從置戶村分割獨立設置。
- 1951年11月1日：訓子府村改制為訓子府町。

## 交通

### 機場
- 女滿別機場（位於大空町）

### 鐵路
- 過去曾經有高原鐵道銀河線通過轄區，但現已停駛。

### 道路
| 高速道路 - 道東自動車道：訓子府交流道 主要地方道 - 北海道道50號北見置戶線 - 北海道道143號北見白糠線 | 道道 - 北海道道261號置戶福野北見線 - 北海道道335號訓子府停車場線 - 北海道道494號訓子府津別線 - 北海道道986號置戶訓子府北見線 |

## 觀光景點
- 訓子府溫泉保養中心

## 教育

### 大學施設
- 北海道大學理學部訓子府地震地殼變動觀測所

### 高等學校
- 道立北海道訓子府高等學校 （页面存档备份，存于）

### 中學校
- 訓子府町立訓子府中學校

### 小學校
| - 訓子府町立居武士小學校 （页面存档备份，存于） | - 訓子府町立訓子府小學校 |

## 姊妹市・友好都市

### 日本
- 關城町（茨城縣）：已於2005年3月28日與另外1市2町合併為筑西市[8]

## 外部連結
- （日語）北見未來農會訓子府支所